# John Houseman
John Houseman (rodným jménem Jacques Haussmann; 22. září 1902 Bukurešť – 31. října 1988 Malibu) byl rumunsko-britsko-americký herec a divadelní, filmový a televizní producent. Proslavil se svou spoluprací s režisérem Orsonem Wellesem, a to na divadle (ve Federálním divadelním projektu) i ve filmu, kde jejich spolupráce vrcholila Housemanovou produkcí snímku Občan Kane. Z jiných jeho produkcí je známa například noirová detektivka Modrá Dahlia (1946) podle scénáře Raymonda Chandlera, romantické drama Dopis neznámé (1948) na motivy knihy Stefana Zweiga, drama Město iluzí (1952), historický velkofilm Julius Caesar (1953) nebo životopisný film o malíři Vincentu van Goghovi Žízeň po životě (1956). Jako herec se nejvíce proslavil svou první velkou rolí profesora Charlese W. Kingsfielda ve filmu Papírová honička (1973), za kterou získal Oscara i Zlatý glóbus za výkon ve vedlejší roli. Stejnou roli si zopakoval ve stejnojmenném seriálu. Krom toho se objevil v populárním filmu Tři dny Kondora (1975). V televizi dostal také výraznou příležitost v seriálu Vichry války. Jako herec byl proslulý svým výrazným anglickým přízvukem, který byl způsoben jeho školní výchovou (vyrůstal v Anglii, do Spojených států odešel v roce 1925).